# غابرييل دالمان
غابرييل دالمان (من مواليد 13 يناير 1998) لاعبة متزلج على الجليد كندية، حاصلة على الميدالية الذهبية الأولمبية لعام 2018 في حدث الفريق ، والميدالية البرونزية العالمية لعام 2017 ، والميدالية الفضية لأربع قارات لعام 2017 ، وبطلة سي إس الخريف الكلاسيكية 2014 ، والبطلة الوطنية الكندية مرتين. مثلت كندا في دورة الألعاب الأولمبية الشتوية لعام 2014 في سوتشي وفي دورة الألعاب الأولمبية الشتوية لعام 2018 في بيونغ تشانغ.